# Listă de actori danezi

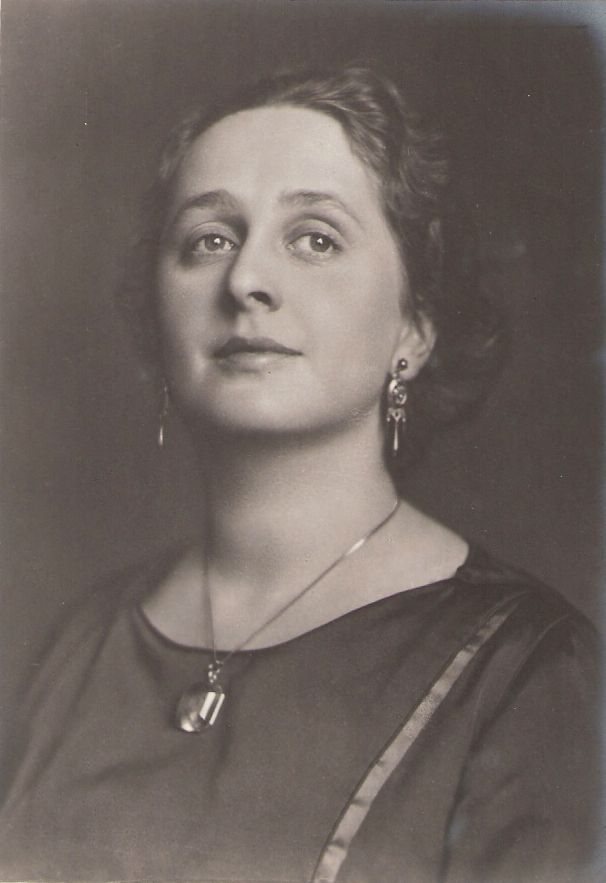
Lili Bech

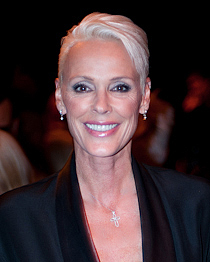
Brigitte Nielsen

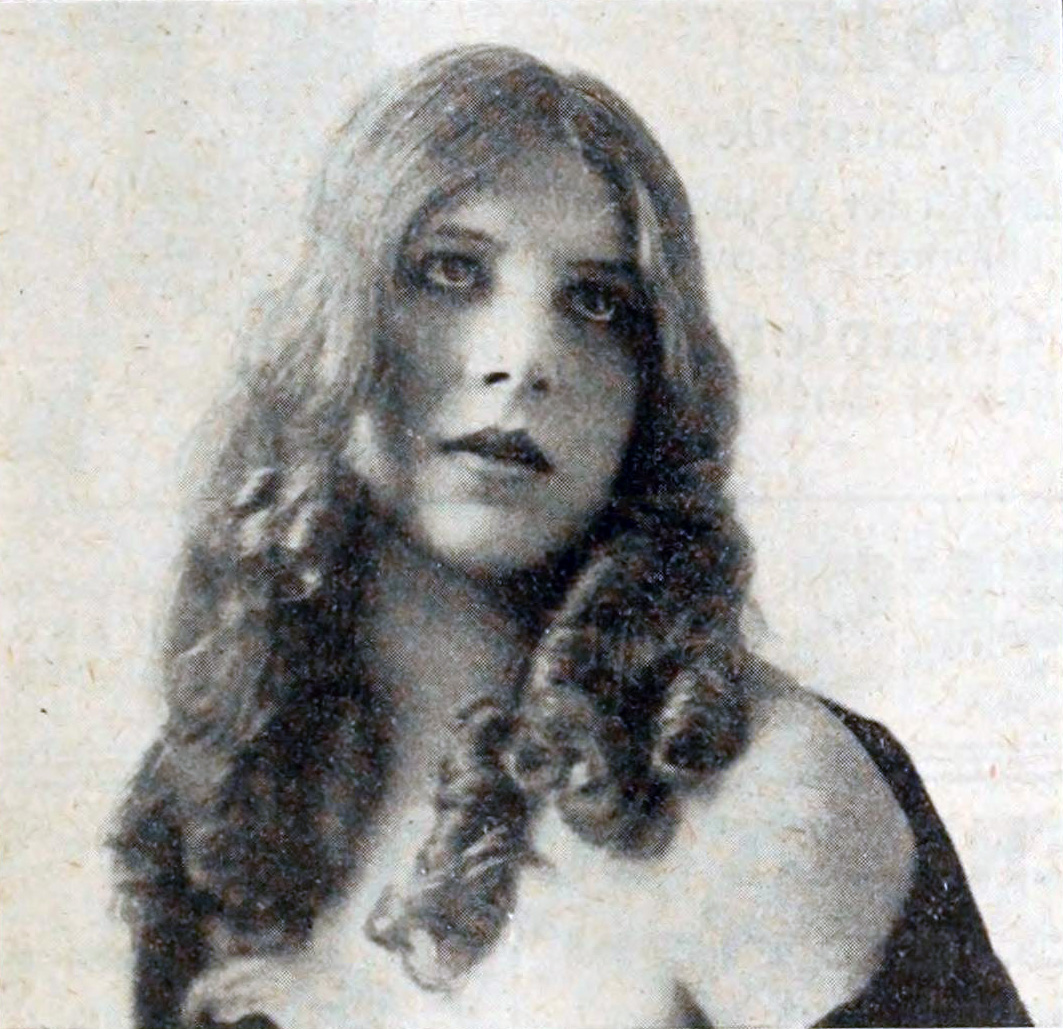
Valda Valkyrien, 1916

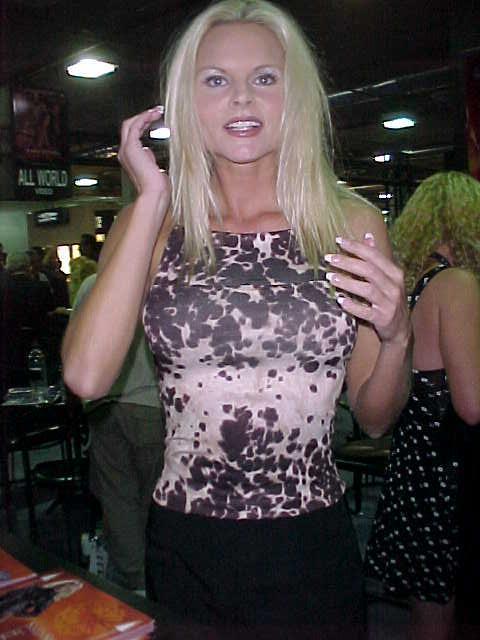
Katja K, 2000

Aceasta este o listă de actori danezi:

Cuprins: Început - 0–9 A B C D E F G H I J K L M N O P Q R S T U V W X Y Z

## A
- Karl Gustav Ahlefeldt
- Gwili Andre

## B
- Laura Bach
- Vivi Bach
- Gry Bay
- Aage Bendixen
- Anders Bircow
- Rasmus Bjerg
- Oliver Bjerrehuus
- Kim Bodnia
- Lars Bom
- Klaus Bondam
- Beatrice Bonnesen
- Ole Bornedal
- Frederik Buch
- Poul Bundgaard
- Hans Egede Budtz

## C
- Jesper Christensen
- Helena Christensen
- Nikolaj Coster-Waldau

## D
- Trine Dyrholm

## F
- Olaf Fønss

## G
- Morten Grunwald
- Sofie Gråbøl

## H
- John Hahn-Petersen
- Caroline Halle-Müller
- Holger Juul Hansen
- Anne Louise Hassing
- Johanne Luise Heiberg
- Mimi Heinrich
- Jean Hersholt
- Iben Hjejle
- Astrid Holm
- Pelle Hvenegaard
- Allan Hyde

## J
- Ulla Jessen
- Flemming Jørgensen

## K
- Katja K
- Nikolaj Lie Kaas
- Kristian Kiehling
- Kim Kold
- Svend Kornbeck
- Simon Kvamm
- Helene Kvint

## L
- Viggo Larsen

## M
| - Harald Madsen - Peter Malberg - Osa Massen - Svend Melsing - Svend Methling | - Helle Michaelsen - Mads Mikkelsen - Viggo Mortensen - Ib Mossin |

## N
| - Sigrid Neiiendam (1873–1955) - Birthe Neumann - Asta Nielsen - Brigitte Nielsen | - Connie Nielsen - Ghita Nørby - Carsten Norgaard |

## P
| - Dirch Passer - Ulf Pilgaard | - Søren Pilmark - Olaf Pooley - Valdemar Psilander |

## Q
- Berthe Qvistgaard

## R
| - Rie Rasmussen - Aage Redal - Poul Reichhardt | - Kirsten Rolffes |

## S
| - Carl Schenstrøm - Ib Schønberg - Clara Schønfeld - Ann Smyrner - Ingeborg Spangsfeldt | - Ove Sprogøe - Karl Stegger - Yutte Stensgaard - Annette Stroyberg |

## T
| - Ulrich Thomsen | - Sven-Ole Thorsen |

## U
- Emilie Ullerup

## V
| - Annette Vadim - Valda Valkyrien | - Merete Van Kamp |

## W
| - Viggo Wiehe - Carlo Wieth | - Aage Winther-Jørgensen - Susse Wold |